# Eduardo Collen Leite
Eduardo Collen Leite (codinome: Bacuri; Campo Belo, 28 de agosto de 1945 – 8 de dezembro de 1970), foi um militante e guerrilheiro de organizações armadas de extrema-esquerda durante a ditadura militar no Brasil. "Bacuri", como era conhecido pelos guerrilheiros e militares, foi um líder e participante ativo de ações diretas contra o regime. Foi o guerrilheiro que, depois de preso, mais tempo foi torturado pelos agentes da repressão, passando 109 dias em poder de seus captores sob tortura até ser executado. Era casado com a militante Denise Crispim, irmã de Joelson Crispim, operário e militante morto pelos agente do DOI/CODI em 1970, mesmo ano da morte de Eduardo. 

## Biografia
Nascido no dia 28 de agosto de 1945, Eduardo Collen Leite era natural de Campo Belo, Minas Gerais. Seus pais eram Alberto Collen Leite e Maria Aparecida Leite. Começou a militar durante a adolescência na POLOP (Organização Revolucionária Marxista Política Operária). Serviu Exército em 1967, fazendo parte da 7ª Companhia de Guarda e mais tarde no Hospital do Exército, onde também trabalhou como técnico em eletricidade e telefonia. No ano seguinte, ingressou na militância comunista e na luta armada, como integrante da Vanguarda Popular Revolucionária (VPR). Se tornou líder da organização denominada Resistência Democrática (REDE), surgida no ano de 1968, após sair da VPR e em abril de 1969, após sua extinção, participou das ações da Aliança Libertadora Nacional (ALN), dirigida por Carlos Marighella. Casou-se com Denise Crispim durante seu tempo de guerrilheiro, e tiveram uma filha a qual Bacuri nunca chegou a conhecer.

## Sequestros
Em 11 de março de 1970, Bacuri participou do sequestro do consul japonês Nobuo Okuchi. Okuchi foi abordado pelos militantes no caminho do trabalho e levado para um cativeiro no bairro de Indianópolis, São Paulo, onde permaneceu preso por quatro dias. Eduardo e mais catorze militantes exigiam a soltura de cinco presos políticos. De todos os militantes envolvidos no sequestro, oito foram presos e cinco foram mortos, incluindo Eduardo.
Em 11 de junho de 1970, participou do planejamento e sequestro do embaixador da Alemanha Ehrenfried von Holleben no Rio de Janeiro. O carro do embaixador foi emboscado pelo grupo de militantes composto por membros da ALN e VPR.  Eduardo foi um dos responsáveis pela morte do policial federal Irlando de Moura Régis e do segurança de Holleben assassinado dentro do carro. Os guerrilheiros exigiam a libertação de 40 presos políticos em troca do embaixador. Os militares atenderam as exigências e enviaram os 40 presos para exílio na Argélia. Dias depois, o embaixador foi solto na Tijuca, Rio de Janeiro, no dia 16 de junho daquele ano. 
Seu envolvimento nos sequestros o colocaram no topo dos procurados pela ditadura pela gravidade das ações que estava envolvido.

## Prisão, tortura e morte
Em 21 de agosto de 1970, Eduardo foi preso no Rio de Janeiro por oficiais do CENIMAR, o Centro de Informações da Marinha. O agente infiltrado Artur de Souza foi e responsável pela sua entrega, passando suas informações para os militares. Momentos antes de sua prisão, Eduardo fazia o levantamento da rotina do embaixador do Reino Unido, uma vez que estavam planejando mais um sequestro com objetivo de libertarem presos políticos pelo governo militar. especialmente de sua mulher que estava grávida na época, Denise Crispim, há um mês detida no DOPS .
Entregue pelos militares à equipe do delegado Sérgio Fleury, um dos mais extremistas agentes da repressão policial aos opositores do período da ditadura, que acompanhava a equipe da Marinha e o algemou pessoalmente numa rua do bairro da Gávea, entre setembro de dezembro de 1970. "Bacuri" foi constantemente levado a centros de interrogatórios do DOI-CODI, prisões e casas isoladas, na OBAN e no presídio da Ilha das Cobras, onde fez greve de fome e recusou atendimento médico, sendo brutalmente torturado e interrogado dezenas de vezes, sem nada dizer aos torturadores. Denise Crispim o viu pela última vez depois de retirada da cadeia do DOPS grávida de sete meses, na delegacia do bairro de Vila Rica, em São Paulo, à qual foi levada pelos homens de Fleury, algemado e com hematomas e queimaduras por toda pele.
Em 26 de outubro, ele ficou sabendo que não mais seria deixado com vida, depois de lhe ser mostrado nos jornais a notícia plantada pela polícia de que tinha fugido e desaparecido, após ser levado para o reconhecimento do corpo de outro companheiro. Considerado pela repressão como o mais perigoso dos guerrilheiros, por seu denodo durante as ações armadas da guerrilha de que participou, foi assassinado em 8 de dezembro de 1970, no Forte dos Andradas, no Guarujá, em São Paulo. Foi morto logo depois do sequestro do embaixador suíço Giovanni Enrico Bucher, no Rio de Janeiro, por guerrilheiros comandados por Carlos Lamarca, para que não fosse libertado na troca de reféns, não apenas por sua importância, mas por seu estado físico debilitado e também um possível constrangimento, tendo em vista a notícia plantada de sua fuga. Bem antes disso, ele já não tinha mais o movimento das pernas por causa das torturas – para as quais era levado arrastado – a que vinha sendo submetido. Ainda na tentativa de manter a narrativa de sua fuga, os militares alegaram que Eduardo foi morto em uma troca de tiros.
Seu corpo foi encontrado no litoral de São Sebastião, São Paulo, e entregue à família em um caixão lacrado, na tentativa de esconder o que ele havia sofrido nas mãos dos torturadores. Seus familiares abriram o caixão e se depararam com o corpo de Bacuri totalmente desfigurado, com as orelhas decepadas, inúmeras queimaduras na pele, hematomas, dentes arrancados, olhos vazados, além de dois tiros no peito e dois na cabeça.
Em junho de 2011, foi lançado o livro Eduardo Leite, o Bacuri, da jornalista Vanessa Gonçalves, uma biografia de sua vida que se desdobra com mais detalhes em seus 109 dias na mão dos torturadores. Nele, Artur Paulo de Souza e Jorge Zuchowski, dois colaboradores da polícia política que se infiltraram como militantes na Frente de Libertação Nacional, são apontados no livro como os informantes que revelaram sua localização ao CENIMAR e o levaram a ser preso em 1970. Em 2002, Arthur de Souza, pediu indenização ao Estado como perseguido político, que lhe foi negada. Já Jorge Zuchowski nega seu envolvimento, afirmando que na ocasião já teria abandonado a militância, mas que nunca teria se tornando um colaborador com o regime. 
O caso de Eduardo foi o primeiro a ser escolhido pela Comissão Especial sobre Mortos e Desaparecidos Políticos para o julgamento. O caso se tornou relevante pelo grande número de testemunhos e documentos comprovando as torturas que sofreu durante seu período em cárcere. O registro foi aprovado com unanimidade pela comissão no dia 18 de janeiro de 1996, no processo de número 008/96, sendo a relatora Suzana Keniger Lisbôa.
Em 2022, o caso foi passado para a Corte Interamericana de Direitos Humanos. Também será investigado a tortura da mulher de Bacuri, Denise Peres Crispim, que foi torturada enquanto grávida. Será a primeira vez que a corte investigará a tortura de uma mulher durante a Ditadura Militar brasileira.

## Homenagens
No dia 1º de abril de 1990, foi homenageado com a Medalha Chico Mendes de Resistência, pelo GTNM/RJ.    .
Em Belo Horizonte (MG), uma rua no Bairro das Indústrias foi nomeada como "Rua Eduardo Leite Bacuri". Já em São Paulo, na Avenida Sumaré, um Centro de Convivência ganhou o nome do militante durante o governo de Luiza Erundina.